# غاري غرين (لاعب كرة قدم أمريكية)
غاري غرين (بالإنجليزية: Gary Green) هو لاعب كرة قدم أمريكية أمريكي، ولد في 22 أكتوبر 1955 في سان أنطونيو في الولايات المتحدة.

## وصلات خارجية
- غاري غرين على موقع مرجع كرة القدم المحترفة.كوم (الإنجليزية)